# يوسف الحور
يوسف محمد الحور (مواليد 10 يناير 1967) هو عالم بيئي قطري يعمل في مجال البيئة المبنية المستدامة والإجراءات المناخية، ويعد:
- الرئيس المؤسس للمجلس العالمي للكربون (GCC) أول برنامج دولي معتمد بالكامل من قبل منظمة الطيران المدني الدولي (ICAO) من أجل توفير أرصدة الكربون لشركات الطيران الدولية لتلبية نموها المحايد للكربون. [1] [2] [3] كما أنها معتمد من قبل ICROA.

- الرئيس المؤسس لمكتب الاعتماد العالمي (GAB) - وهي هيئة اعتماد عضو مشارك في منظمة التعاون للاعتماد في منطقة آسيا والمحيط الهادئ (APAC) ،

- عضو هيئة الاعتماد في المنتدى الدولي للاعتماد (IAF) .

- رئيس لجنة المباني الخضراء في هيئة التقييس لدول مجلس التعاون لدول الخليج العربية. [4] [5]

- الرئيس المؤسس لمنظمة الخليج للبحث والتطوير (GORD) [6] [7]

- مستشار للتنفيذ المستدام وإرث كأس العالم لكرة القدم 2022. [8]

قاد يوسف البحث والتطوير للحلول المبتكرة الموفرة للطاقة، مثل Synergia9n1 - وهي تقنية تبريد ذكية حاصلة على براءة اختراع وعالية الكفاءة للهواء النقي، مما أكسبته:
جائزة مبتكر الطاقة لعام 2022 من جمعية مهندسي الطاقة (AEE) . 
جائزة أفضل براءة اختراع في مجال كفاءة الطاقة من جامعة الدول العربية 
جائزة الأمانة العامة لمجلس التعاون الخليجي
الميدالية الذهبية في المعرض الدولي الخامس عشر للاختراعات في الشرق الأوسط الذي أقيم في الكويت. 
جائزة مؤسسة تكريم للتنمية البيئية والريادة في الاستدامة التي تم تقديمها خلال الدورة الثالثة عشرة من حفل توزيع جوائز التميز العربي لعام 2023. 
ساعد يوسف في صياغة النسخة الأولى من القسم 7 بعنوان "البناء الأخضر لمواصفات الإنشاءات في قطر".  تم استبدال الوثيقة المكونة من 1800 صفحة والتي تم إطلاقها في عام 2010 بطبعة عام 2014 والتي يتم استخدامها كدليل يحدد قواعد البناء التي يجب تتبعها الصناعة.
ووضع معيار للمنتجات المسؤولة بيئيًا، وطور مخطط العلامة الخضراء الدولية (IGM) وألف الدليل الخاص به.
يعد يوسف عضوًا في مجلس أمناء جامعة الدوحة للعلوم والتكنولوجيا (2017-2022) وعضوًا في المجلس الاستشاري لكلية الهندسة جامعة قطر  ويأتي اسمه في قائمة أبرز خريجي جامعة قطر .  عمل كمستشار للاستدامة في مجموعة من المشاريع في الشرق الأوسط وشمال أفريقيا، حيث قدم التوجيه الاستراتيجي بشأن التنمية المستدامة للمشاريع مثل جميع الملاعب التي تم إعدادها لاستضافة كأس العالم 2022.

## الحياة الأكاديمية
حصل يوسف على بكالوريوس العلوم في الهندسة الميكانيكية من كلية الهندسة جامعة قطر في عام 1989.
حصل على ماجستير العلوم في هندسة المواد من جامعة جورج واشنطن، في عام 1996.
حصل على الدكتوراه في هندسة المواد من معهد جامعة مانشستر للعلوم والتكنولوجيا، في عام 2000.

## الحياة المهنية
من عام 2000 إلى عام 2004، كان الدكتور يوسف أستاذاً مساعداً في كلية الهندسة بجامعة قطر.
ومن سبتمبر 2004 وحتى عام 2006، انضم إلى الجناح البحثي النشط في المعهد، وتولى منصب نائب الرئيس المساعد للأبحاث. وشغل عدة مناصب في شركة بروة العقارية في قطر، وهى نائب الرئيس التنفيذي، والمستشار الاستراتيجي ورئيس الاستراتيجية والاستثمار، والرئيس التنفيذي ورئيس مجلس إدارة شركة بروة للمعرفة حتى عام 2011.   
في عام 2009، وضع الدكتور يوسف الأساس لمنظمة الخليج للبحث والتطوير (GORD) وأشرف على تطوير أول نظام استدامة إقليمي في الشرق الأوسط يسمى نظام تقييم الاستدامة في قطر (QSAS).  
ثم تغير اسم QSAS إلى نظام تقييم الاستدامة العالمي (GSAS) ويستخدم حتى الآن في قطر والشرق الأوسط كواحد من أنظمة الاستدامة الرئيسية بالإضافة إلى LEED.      
وكونه رئيسًا لمنظمة (GORD)، يشرف الدكتور يوسف على اعتماد الشهادات الخضراء لمشاريع البناء في قطر والشرق الأوسط وشمال أفريقيا. 
حصل الشور على جائزة الرئيس التنفيذي للمباني الخضراء من اتحاد دول مجلس التعاون الخليجي وجائزة البيئة والاستدامة.

## المشاركة في المحاضرات
ألقى الدكتور يوسف العديد من المحاضرات أثناء وبعد عمله كعضو هيئة تدريس ومدير الأبحاث في جامعة قطر.  حيث ترأس العديد من المؤتمرات  وتمت دعوته بانتظام كمتحدث رئيسي ومتحدث ضيف في فعاليات الصناعة الإقليمية والعالمية مثل:
- مؤتمر الأمم المتحدة لتغير المناخ 2012 (COP18). [34] [35]

- مؤتمر الأمم المتحدة لتغير المناخ 2021 (COP26). [36]

- قمة التمويل العقاري الدولي (IREF) 2009. [37]

- مؤتمر الاستاد العالمي 2013. [38]
- المنتدى الهندسي الخليجي الثامن عشر 2015.
- منتدى الكويت للمباني الخضراء 2012.
- منتدى قطر للمباني المستدامة 2012. [39]
- المؤتمر السنوي السابع لتصميم وهندسة الواجهات في الشرق الأوسط. [40]